# Монаково (Тамбовская область)
Монаково — деревня в Кирсановском районе Тамбовской области России. Входит в состав Соколовского сельсовета.

## География
Деревня находится в восточной части Тамбовской области, в лесостепной зоне, в пределах Окско-Донской равнины, на правом берегу реки Ольшанки, на расстоянии примерно 36 километров (по прямой) к северо-западу от города Кирсанова, административного центра района.
Часовой пояс
Деревня Монаково, как и вся Тамбовская область, находится в часовой зоне МСК (московское время). Смещение применяемого времени относительно UTC составляет +3:00.

## История
По данным 1926 года имелось 95 хозяйств и проживало 460 человек (215 мужчин и 245 женщин). В административном отношении деревня входила в состав Соколовской волости Кирсановского уезда Тамбовской губернии.

## Население
| 2010 |
| ---- |
| 5    |

Половой состав
По данным Всероссийской переписи населения 2010 года в гендерной структуре населения мужчины составляли 60 %, женщины — соответственно 40 %.
Национальный состав
Согласно результатам переписи 2002 года, в национальной структуре населения русские составляли 100 % из 12 чел.